# Каренис
Каренис (арм. Կարենիս, до 3 апреля 1991 года — Гюмуш) — село в Котайкской области Армении.
Расположено на левом (высоком) берегу реки Раздан на высоте 1450 м, примерно в 30 км от Еревана, в 4 км от Чаренцавана и в 16 км от областного центра, Раздана.

## Население
По данным «Сборника сведений о Кавказе» за 1880 год в селе Гюмуш Новобаязетского уезда по сведениям 1873 года был 31 двор и проживало 295 азербайджанцев (указаны как «татары»), которые были шиитами. По данным Кавказского календаря на 1912 год, в селе Гюмуш Новобаязетского уезда проживал 453 человека, в основном азербайджанцы, указанные как «татары».
Население занимается скотоводством и полеводством. Имеется источник питьевой воды.
| Год:    | 1831 | 1897 | 1906 | 1926 | 1939 | 1959 | 1979 | 1989 | 2001 | 2004 |
| Жителей | 48   | 311  | 439  | 221  | 432  | 312  | 570  | 594  | 813  | 952  |

## Достопримечательности
Неподалёку от Карениса в ущелье реки Раздан расположен монастырский комплекс Апостола Матфея (VI—VII века), известный как Каренис или Каренаванк.